# بلینی-ل-بن
بلینی-ل-بن (به فرانسوی: Bligny-lès-Beaune) یک کمون در فرانسه با جمعیت ۱٬۱۸۶ نفر است که در Canton of Beaune-Sud واقع شده‌است.